# Auferstehungskirche (Eisenstadt)

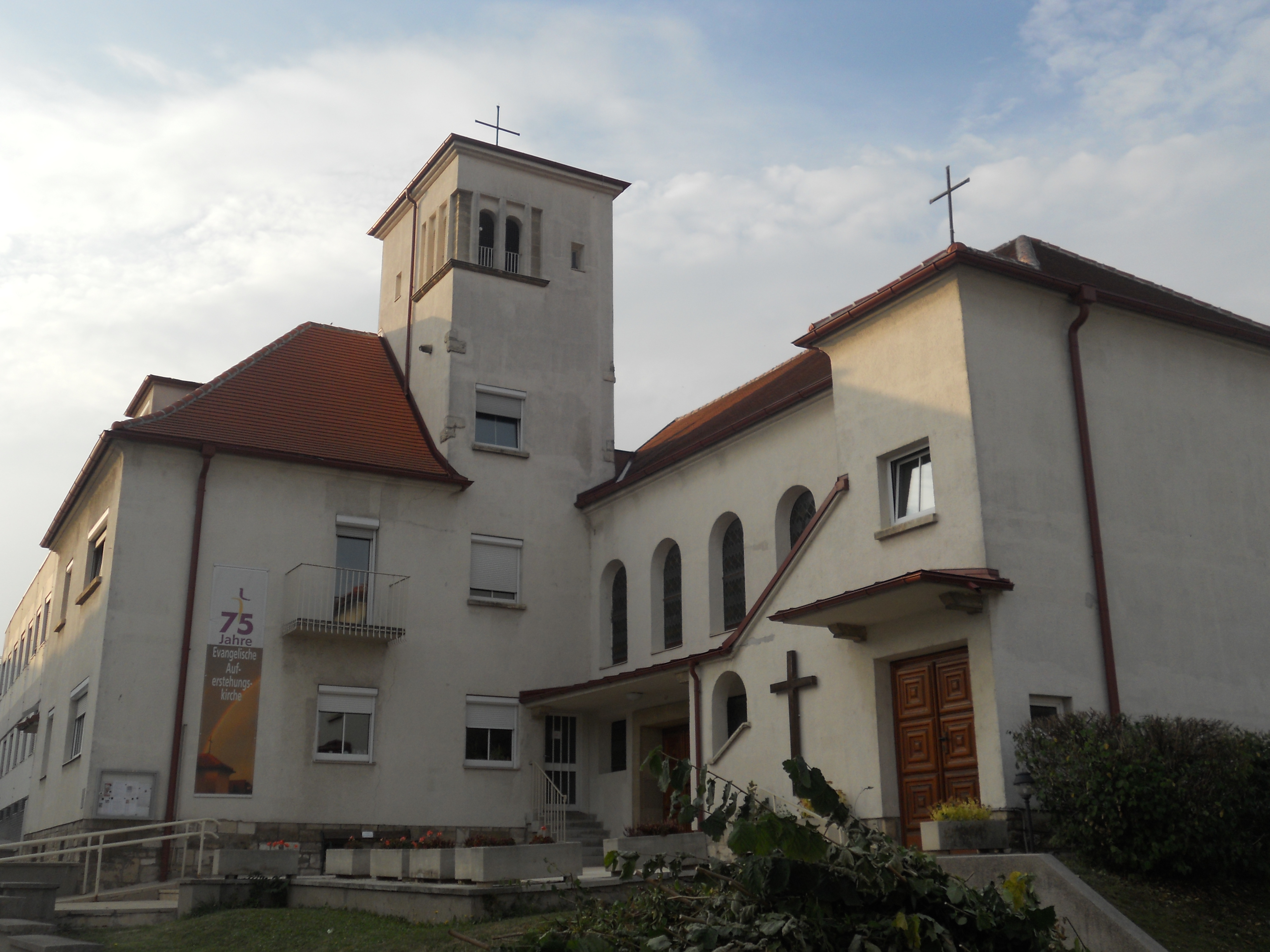
Evangelische Pfarrkirche in Eisenstadt

Die evangelisch-lutherische Auferstehungskirche steht in der Sankt-Rochus-Straße Nr. 1 in der Stadtgemeinde Eisenstadt im Burgenland. Die Kirche gehört zur Superintendentur A. B. Burgenland und steht unter Denkmalschutz.

## Geschichte
Das Gebiet der Stadt Eisenstadt gehörte zur Evangelischen Pfarrgemeinde Neufeld, wo schon 1904 eine Kirche gebaut wurde. Nachdem die Zahl der Evangelischen in der Landeshauptstadt gestiegen war, wurde auch hier 1935 nach den Plänen des Ingenieurs Ecker eine Kirche erbaut und am Ersten Adventsonntag eingeweiht. Das Ensemble besteht aus der Kirche, dem Pfarrhaus mit Pfarrerwohnung und einem dazwischen gebauten Turm.
Das Amtsgebäude der Evangelischen Superintendentur A. B. Burgenland wurde 1955/56 nach den Plänen des Ingenieurs Gustav Freyler etwas entfernt in der Bergstraße erbaut.